# 25371 Frangaley
25371 Frangaley (tên chỉ định: 1999 TS153) là một tiểu hành tinh vành đai chính. Nó được phát hiện bởi dự án Nghiên cứu tiểu hành tinh gần Trái Đất Lincoln ở Socorro, New Mexico, ngày 7 tháng 10 năm 1999. Nó được đặt theo tên Fran Galey, an American educator ở Riverton, Wyoming.